# José Reyes Ferriz
José Reyes Estrada Ferriz (Chihuahua, Chihuahua, 23 de julio de 1961) es un político mexicano, miembro del Partido Revolucionario Institucional, fue presidente Municipal de Ciudad Juárez, Chihuahua para el periodo de 2007 a 2010.
Es hijo de José Reyes Estrada Aguirre, presidente municipal de Ciudad Juárez de 1980 a 1983 y diputado federal, es licenciado en Derecho egresado de la Universidad Autónoma de Ciudad Juárez y tiene estudios de maestría en la Universidad de Notre Dame, miembro del PRI desde 1984 donde ha sido secretario de Finanzas, Secretario General adjunto y Secretario de la Juventud, en 2001 ante la anulación de las elecciones municipales en Ciudad Juárez, el Congreso de Chihuahua lo nombró presidente de un Concejo Municipal de administración que ejercería el ayuntamiento hasta la celebración de elecciones extraordinarias, lo cual supuso su más importante cargo hasta entonces, en 2004 el gobernador José Reyes Baeza Terrazas lo nombró recaudador de rentas de Ciudad Juárez y dejó ese cargo en 2007 para ser precandidato del PRI a Presidente Municipal.
Hay tres aspectos en la auditoría practicada al penúltimo año del exalcalde de Juárez, José Reyes Ferriz, que llaman la atención tanto por el hecho de ser probables actos constitutivos de delito, como por conjugar una serie de prácticas comunes nunca corregidas y que le costaron al erario cientos de millones de pesos a lo largo del tiempo.
En el Decreto n.º 207/2010 I P.O. enviado al Congreso del Estado, la Auditoría Superior del Estado informa en su último párrafo que ha detectado una serie de irregularidades contables que podrían ser motivo no sólo de una llamada de atención administrativa, sino hasta de una causal penal.
“El cuarto de los tiliches”, le llaman coloquialmente los auditores de la ASE a ese amontonamiento de datos que se encuentran un día sí y otro también cuando practican auditorías a entes públicos. Son enormes listados de registros contables mal clasificados, que deberían estar en otros conceptos de gasto o de ingreso, según sea el caso y que, por lo tanto, pueden llegar a ser constitutivos de delito.
Lo que más llama la atención de esa observación es la falta de control interno y tal vez de ésta se desprendan las irregularidades detectadas en el ejercicio 2009 de Reyes Ferriz, los cuales le costaron al erario de Juárez más de 37 millones de pesos.
La auditoría practicada al último año completo de la gestión de José Reyes Ferriz genera tres denuncias penales, pero el exalcalde ya no está aquí para responder por ellas. 
El 22 de abril de 2007 fue elegido Candidato del PRI a Presidente Municipal de Ciudad Juárez.
El 1 de julio de 2007, fue elegido presidente municipal para el periodo de 2007 a 2010.